# Soyouz TM-11
Soyouz TM-11 est un vol avec équipage du vaisseau spatial Soyouz-TM soviétique Soyouz, lancé le 2 décembre 1990.

## Équipage
Décollage :
- Viktor Afanassiev (1)
- Moussa Manarov (2)
- Toyohiro Akiyama (1), Journaliste (Japon)[1]

Atterrissage :
- Viktor Afanassiev (1)
- Moussa Manarov (2)
- Helen Sharman (1) du Royaume-Uni

## Paramètres de la mission
- Masse   : 7150 kg
- Périgée : 367 km
- Apogée  : 400 km
- Inclinaison: 51.6°
- Période : 92.2 minutes

## Points importants
11e expédition vers Mir.